# Ibirapuã
Ibirapuã é um município brasileiro do estado da Bahia, situado no extremo sul. 

## História
Ocupada por populações indígenas desde tempos imemoriais, especialmente os povos Tupinaés, Aimorés e Tupiniquins, as terras que compõe o contemporâneo município de Ibirapuã apesar de pertencerem a um ente municipal criado no século XX, possuem uma história secular que se remonta ao processo de colonização lusitana do Brasil e a implantação da Capitania de Porto Seguro no século XVI.
Desde os primeiros anos da implantação na colonização portuguesa na região que compõe o contemporâneo Extremo Sul da Bahia até a primeira metade do século XX, os fatos históricos que ocorreram no município de Ibirapuã se confundem com a história do município de Caravelas. Isto se deve ao fato de que o ente municipal que foi criado a partir do momento em que um povoado situado no litoral da Capitania de Porto Seguro chamado Caravelas foi fundado em 1581, o qual veio a se converter em um município próprio no ano de 1700.
Na segunda metade do século XIX, a localidade passa a ser impactada pela construção de uma ferrovia chamada Estrada de Ferro Bahia-Minas, a qual conectava a povoação de Ponta de Areia, um localidade portuária situada nas proximidades da cidade de Caravelas, até a cidade mineira de Araçuaí.
No final da década de 1950, o povoado de Ibirapuã que havia sido criado em meados de 1945 em cumprimento de uma promessa religiosa, conforme relato oral do memorialista Manoel Terencio de Brito, foi elevado à condição de distrito municipal de Caravelas formando o Distrito de Ibirapuã, pela lei estadual nº 628, de dezembro de 1953. Este distrito veio a ser instalado em 31 de março de 1955.
Em 20 de julho de 1962, ocorreu a emancipação política do Município de Ibirapuã que se desmembrou do Município de Caravelas, conforme a lei estadual nº 1.738, de 20 de julho 1962. O município de Ibirapuã foi constituído por três distritos (Itanhém/Sede, Batinga e Ibirajá) e veio a ser instalado em definitivo no ano de 1963.

## Economia
A economia de Ibirapuã se destaca pela produção agrícola, especialmente de café, cacau e banana, reconhecidos pela qualidade. A pecuária também é relevante, com gado de corte e leiteiro.

## Saúde
No ano de 2009, o município possuía um estabelecimento de Saúde SUS.

## População
A população do município de Ibirapuã é de 8 896 habitantes, segundo o Censo 2022.